# Симьян-ла-Ротонд
Симья́н-ла-Рото́нд (фр. Simiane-la-Rotonde, окс. Sumiana) — коммуна во Франции, находится в регионе Прованс — Альпы — Лазурный Берег. Департамент коммуны — Альпы Верхнего Прованса. Входит в состав кантона Банон. Округ коммуны — Форкалькье.
Код INSEE коммуны — 04208.

## Население
Население коммуны на 2008 год составляло 568 человек.
| 1962 | 1968 | 1975 | 1982 | 1990 | 1999 | 2008 |
| ---- | ---- | ---- | ---- | ---- | ---- | ---- |
| 322  | 319  | 369  | 434  | 433  | 532  | 568  |

## Климат
| Показатель                          | Янв. | Фев. | Март | Апр. | Май  | Июнь | Июль | Авг. | Сен. | Окт. | Нояб. | Дек. | Год   |
| ----------------------------------- | ---- | ---- | ---- | ---- | ---- | ---- | ---- | ---- | ---- | ---- | ----- | ---- | ----- |
| Средний суточный максимум, °C       | 8,0  | 10,0 | 13,0 | 16,0 | 20,0 | 25,0 | 28,0 | 28,0 | 23,0 | 18,0 | 12,0  | 8,0  | 17,0  |
| Средняя температура, °C             | 3,5  | 5,5  | 7,5  | 10,0 | 14,0 | 18,5 | 21,0 | 21,0 | 17,0 | 12,5 | 7,5   | 2,0  | 11,7  |
| Средний суточный минимум, °C        | −1   | −1   | 2,0  | 4,0  | 8,0  | 12,0 | 14,0 | 14,0 | 11,0 | 7,0  | 3,0   | −1   | 5,5   |
| Норма осадков, мм                   | 26,9 | 24,3 | 23,8 | 44,0 | 40,0 | 27,9 | 20,9 | 32,7 | 45,9 | 53,5 | 52,4  | 30,7 | 482,8 |
| Источник: Relevés météo de Manosque |      |      |      |      |      |      |      |      |      |      |       |      |       |

## Экономика
В Симьян-ла-Ротонд работает самый большой во Франции кооператив по выращиванию ароматических растений. Основан в 1979 году. Изготавливает до 90 % мирового производства лавандина. Кооператив также производит эфирные масла шалфея, мяты, иссопа и эстрагона.
В 2007 году среди 378 человек в трудоспособном возрасте (15—64 лет) 247 были экономически активными, 131 — неактивными (показатель активности — 65,3 %, в 1999 году было 69,9 %). Из 247 активных работали 220 человек (116 мужчин и 104 женщины), безработных было 27 (11 мужчин и 16 женщин). Среди 131 неактивных 27 человек были учениками или студентами, 60 — пенсионерами, 44 были неактивными по другим причинам.

## Достопримечательности
- Замок Агульт
- Церковь Сен-Виктуар в готическом стиле (1542 год), исторический памятник
- Церковь Сен-Венсан в романском стиле (XVI век)
- Часовня Сен-Жозеф (1779 год)
- Замок Ла-Флашер

С 1982 ежегодно проходит международный фестиваль старинной музыки.

## Фотогалерея
- Мэрия
- Симьян-ла-Ротонд
- Колокольня Св. Иоанна (1585)